# Pristimantis prolixodiscus
Pristimantis prolixodiscus är en groddjursart som först beskrevs av Lynch 1978.  Pristimantis prolixodiscus ingår i släktet Pristimantis och familjen Strabomantidae. IUCN kategoriserar arten globalt som livskraftig. Inga underarter finns listade i Catalogue of Life.